# Кандэ
Кандэ (кит. 康德 — «Цветущая мораль») — девиз правления императора Маньчжоу-го — Пу И; Период в истории Маньчжоу-го с 1 марта 1934 по 18 августа 1945.
Кандэ был единственным монархом в истории Маньчжоу-го.

## Предыстория

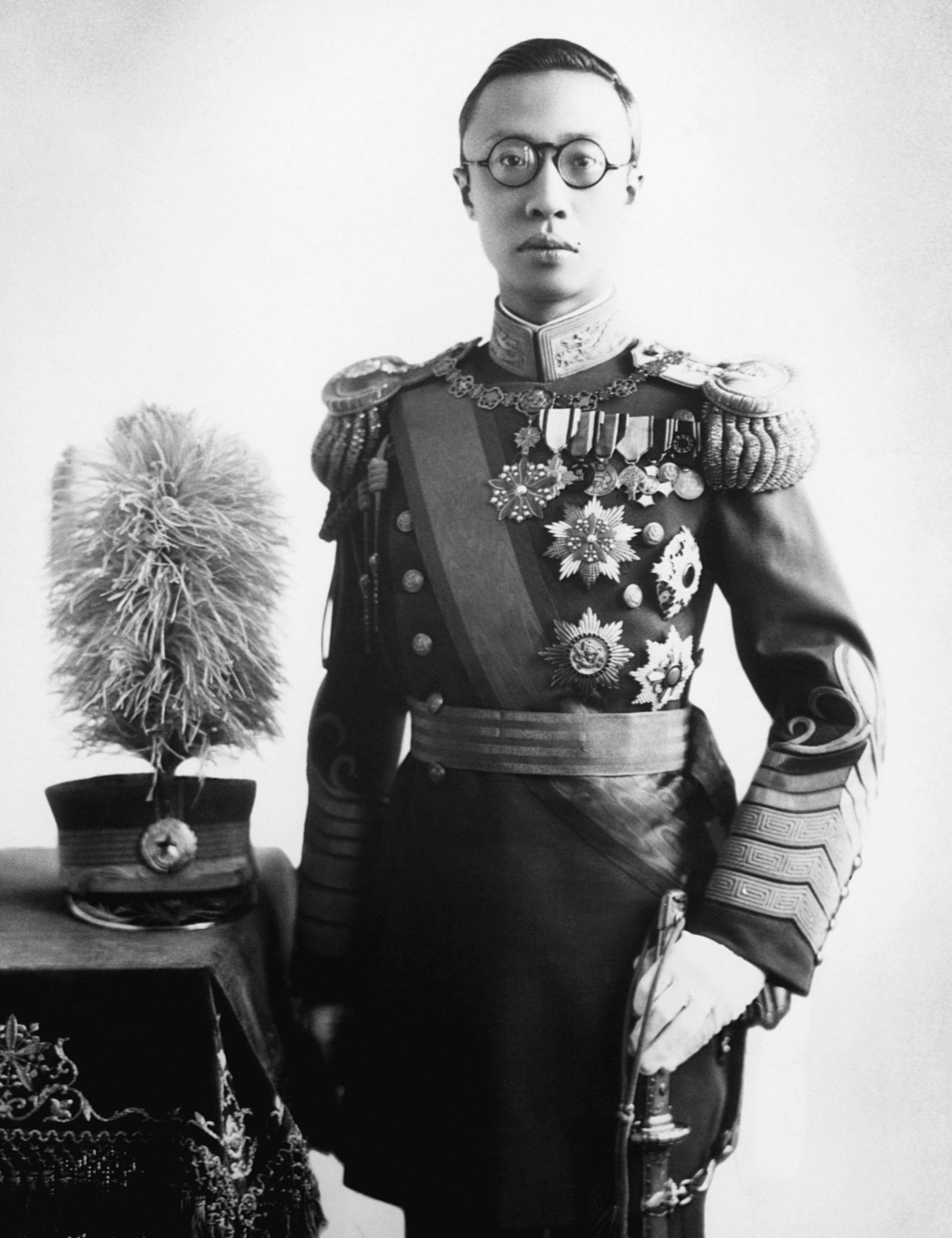
Пу И

Пу И был императором нескольких государств. Во время его правления (де-юре) Империей Цин, он имел девиз правления Сюаньтун (宣統).
После Маньчжурского инцидента и оккупации Маньчжурии Японской империей, Пу И, как последний император Империи Цин и член Маньчжурского клана Айсинь Гьоро, был выбран японцами на пост Верховного правителя Маньчжоу-го, а потом и в качестве императора.

## Особенности девиза
По некоторым данным, девиз был подан тоже японцами, так как прошлый девиз Пу И — Датун (大同), во время его пребывания на должности верховного правителя Маньчжоу-го, был подан для него императором Сёва.
Кроме того, нет единого перевода девиза. некоторые его переводят, как «Спокойствие и добродетель».

## Особенности эры
Кандэ — первая эра в истории Маньчжоу-го.
На эру Кандэ пришлось экономическое развитие Маньчжоу-го — активно развивалась добыча и экспорт угля, железной руды, а так же выплавка чугуна.
В эту эру население территории, подконтрольной Маньчжоу-го, увеличилось на 18 миллионов человек.
В эту эру Маньчжоу-го приняла участие в нескольких войнах. В самую последнюю, Маньчжурскую операцию СССР, Маньчжурия была оккупирована СССР, а император взят в плен. На этом эра и завершилась, вместе с существованием Маньчжоу-го.

## Соответствие годов
| 1 марта 1934 года — 18 августа 1945 года |
| ---------------------------------------- |

| Год Кандэ               | 1    | 2    | 3    | 4    | 5    | 6    | 7    | 8    | 9    | 10   |
| ----------------------- | ---- | ---- | ---- | ---- | ---- | ---- | ---- | ---- | ---- | ---- |
| Григорианский календарь | 1934 | 1935 | 1936 | 1937 | 1938 | 1939 | 1940 | 1941 | 1942 | 1943 |
| Год Кандэ               | 11   | 12   |      |      |      |      |      |      |      |      |
| Григорианский календарь | 1944 | 1945 |      |      |      |      |      |      |      |      |